# Rio Água Boa do Univini
Rio Água Boa do Univini är ett vattendrag i Brasilien.   Det ligger i delstaten Roraima, i den nordvästra delen av landet, 2 400 km nordväst om huvudstaden Brasília.
I omgivningarna runt Rio Água Boa do Univini växer i huvudsak städsegrön lövskog. Trakten runt Rio Água Boa do Univini är nära nog obefolkad, med mindre än två invånare per kvadratkilometer.